# Il mercante di Venezia (film 1910)
Il mercante di Venezia è un cortometraggio muto diretto da Gerolamo Lo Savio.